# Casimirjev pojav
Casimirjev pojav je fizikalni pojav, ki ga je leta 1948 napovedal nizozemski fizik Hendrik Casimir, zaposlen v Philipsovih raziskovalnih laboratorijih. Dve vzporedni kovinski plošči brez naboja bo privlačevala Casimirjeva sila in ju približala. To silo lahko izmerijo le, če je razdalja med ploščama zelo majhna, vsega nekaj premerov atoma.
Casimirjev pojav je posledica vakuumskih fluktuacij v prostoru, to je virtualnih parov delcev-antidelcev. Vrzel med ploščama omejuje dovoljene valovne dolžine za te virtualne delce in tako jih je v prostoru med ploščama manj kot zunaj. Med ploščama je tako nižja energijska gostota. Ta negativna masa povzroči negativno energijo in tlak, ki ju potiska skupaj. Tanjša je vrzel, manj celoštevilčnih valovnih dolžin je dovoljenih in s tem je večja privlačna sila.
Casimirjev pojav je na Univerzi Washingtona leta 1996 prvič izmeril na 5 % točno Steve K. Lamoreaux, sedaj zaposlen v Narodnem laboratoriju v Los Alamosu, dve leti pozneje pa sta meritev izpopolnila Umar Mohideen z Univerze Kalifornije v Riversideu in njegov sodelavec Anushree Roy.
Casimirjeva sila na enoto površine {\displaystyle F_{c}/S} oziroma tlak p za idealni, popolnoma prevodni plošči z vakuumom med njima je:
{\displaystyle p={F_{c} \over S}={\hbar c\pi ^{2} \over 240l^{4}}\;,}
kjer je:
{\displaystyle \hbar } (hbar, ℏ) Diracova konstanta,
{\displaystyle c} hitrost svetlobe,
{\displaystyle \pi } Ludolfovo število,
{\displaystyle l} razdalja med ploščama.
Casimirjeva sila na enoto površine {\displaystyle F_{c}/S} je tako zelo mala. K pojavu prispevajo tudi drugi delci, vendar lahko merijo le delež fotonov.
Jevgenij Mihajlovič Lifšic je leta 1956 razširil Casimirjevo silo med ploščami iz dielektrikov. Lifšicova sila na enoto površine med dvema dielektričnima ploščama z dielektričnostjo ε na razdalji l je:
{\displaystyle p_{dd}={F_{l} \over S}=p{(\varepsilon -1)^{2} \over (\varepsilon +1)^{2}}f(\varepsilon )\;,}
kjer je f(ε) funkcija, katere vrednost je 1,0 pri velikih ε (npr. porcelan, neopren, jantar) in 0,35 pri ε < 4 (npr.  žveplo, papir).
Leta 1984 si je fizik Robert L. Forward iz Hughesovih raziskovalnih laboratorijev v Malibuju v Kaliforniji z miselnim preskusom zamislil napravo, ki bi v načelu pridobivala energijo iz kvantnega vakuuma. Kasneje so videli, da to ni v nasprotju s termodinamičnimi zakoni, vendar bi naprava lahko delovala le enkrat.
Pokazali so, da je lahko Casimirjeva sila pri pojavu v snoveh z določenimi dielektričnostmi in permeabilnostmi tudi odbojna. Vsi bozoni povzročajo privlačno silo, vsi fermioni pa odbojno. Če bi bila elektromagnetna sila supersimetrična, bi prispevek fermionskih fotinov izničil sile fotonov in Casimirjevega pojava ne bi bilo. Ker pa Casimirjev pojav obstaja, kaže na to, da če supersimetrija v naravi obstaja, mora biti zlomljena.